# The Passions (groupe)
The Passions est un groupe de post-punk britannique, originaire de Shepherd's Bush à l'ouest de Londres, en Angleterre. Actif entre 1978 et 1983, rendus célèbres par leur tube I'm in Love with a German Film Star.
Leur style musical s'appuie sur la voix éthérée de Barbara Gogan et sur la guitare précise de Clive Timperley (et son delay Echoplex). C'est un groupe basé sur la guitare mais qui a pu être rapproché des courants plus synthétiques comme les Nouveaux Romantiques et la cold wave.

## Biographie
Avant leur formation, en 1978, la plupart des membres avaient participé à d'autres groupes : Timperley était un ex des The 101'ers, la batteur Richard Williams et la chanteuse et guitariste Barbara Gogan étaient dans le groupe punk The Derelicts (dont d'autres membres forment PragVEC). Leur premier 45 tours, Needles and Pills, est sorti en mars 1979, et leur vaut un contrat avec Fiction Records. À cette période, le groupe enregistre l'une de ses trois Peel Sessions en novembre 1979, Barker quitte le groupe, et Gogan devient chanteur.
Un an plus tard, le 18 avril 1980, leur premier album, Michael and Miranda, sort, suivi des 45 tours Hunted et Swimmer, ainsi que de leur principal succès, I'm in Love with a German Film Star. Avant la sortie de The Swimmer Claire Bidwell et Mitch Barker quittent le groupe (la première rejoint The Wall) ; David Agar devient bassiste. Le deuxième album, 30,000 Feet Over China, sort en 1981.
Clive Timperley quitte le groupe à Vérone en décembre 1981, durant la tournée Tour till We Crack, en raison « d'importants différends politiques. » Un 45 tours, Africa Mine, est enregistré avec de nouveaux membres. Barbara Gogan résume ainsi la situation : « C'est toujours la même histoire. Des groupes jouent ensemble pendant dix ans et tout est fantastique et créatif. La plupart du temps, cependant, vous en venez à un point où vous avez fait ce que vous deviez faire et où il est temps de changer. À chaque fois que nous avons atteint un de ces points, quelqu'un est parti et nous avons poursuivi dans une autre voie. Tout groupe qui joue ses propres chansons pour le public a le devoir de changer et d'être créatif en permanence. »
Kevin Armstrong, membre des The Local Heroes se joint alors au groupe, ainsi qu'un clavier Jeff Smith (qui a travaillé avec Lene Lovich) et ils participent à l'enregistrement du troisième album, Sanctuary, sorti à l'automne 1982. Stephen Wright, ancien Bim, les rejoint en 1982, remplaçant Armstrong. Le groupe part en tournée en Europe et aux États-Unis, passe dans les émissions Old Grey Whistle Test (BBC 2) et Whatever You Want (Channel 4), mais se sépare pour de bon à l'été 1983, après un concert, le 12 août, au Marquee Club de Londres.

## Post-séparation
Gogan réapparait en 1998, avec Made on Earth, un disque enregistré avec Hector Zazou.
I'm in Love with a German Film Star fait l'objet de nombreuses reprises, comme celles de The Names en 1996 et des Foo Fighters en 2005. La chanson est rééditée pour le téléchargement en 2006.

## Membres
- Barbara Gogan — guitare, chant
- Clive Timperley — guitare (1978-1981)
- Kevin Armstrong — guitare (1981-1982)
- Claire Bidwell — basse (1978-1980)
- David Agar — basse (1980-1983)
- Richard Williams — batterie
- Mitch Barker — chant (1978-1980)
- Jeff Smith — claviers (1981-1983)
- Stephen Wright — guitare (1982-1983)

### Albums studio
- 1980 : Michael and Miranda (Fiction)
- 1981 : 30,000 Feet over China (Polydor) — numéro 92 des charts britanniques
- 1982 : Sanctuary (Polydor)
- 1985 : Passion Plays (Polydor) — compilation

### Singles
- 1979 : Needles and Pills (Soho Records)
- 1979 : Hunted (Fiction Records)
- 1980 : Swimmer (Polydor Records) — réédité en 1982
- 1981 : I'm in Love with a German Film Star (Polydor) — numéro 25 des Charts britanniques
- 1981 : Skin Deep (Polydor)
- 1982 : Africa Mine (Polydor)
- 1982 : Jump for Joy (Polydor)
- 1982 : Sanctuary (Polydor)
- 2006 : I'm in Love with a German Film Star (Polydor, en téléchargement)